# 卓美亞海灘酒店
卓美亞海灘酒店（英文：Jumeirah Beach Hotel）是一家位於阿拉伯聯合酋長國迪拜的酒店，由卓美亞奢華酒店集團管理，為迪拜的地標之一；鄰近帆船酒店和瘋狂河道水上樂園。卓美亞海灘酒店擁有598間房間，另外包括19座濱海別墅和20間餐廳酒吧。。
該酒店擁有海灘上33,800平方（364,000平方英尺）的土地， 及帆船酒店所有的海灘，統稱“芝加哥海灘”（Chicago Beach）。 該名稱得自此地原先為芝加哥橋樑和鋼鐵公司在此地建築過巨大油輪。
於1997年竣工時，卓美亞海灘酒店以93（305英尺）的高度成為迪拜第九高建築，至今已經排名一百開外。

## 外部連結
- Jumeirah Beach Hotel （页面存档备份，存于） Official website